# Fräkmündt
Fräkmündt ist ein Folk-Musikband aus der Zentralschweiz.

## Geschichte
Fräkmündt wurde im Jahr 2009 durch Käthi, Chregu und Res gegründet. Ein Jahr darauf wurde die auf 77 Exemplare limitierte Demo-Kassette Losid vo Bärge ond Tal sowie das Debütalbum Urbärglieder veröffentlicht. Letzteres war auch in einer limitierten Holzbox erhältlich. Ebenfalls 2010 stiess Anna „Anneli“ Murphy als neues Mitglied zur Gruppe hinzu.
Mit dem Lied D'Draachejongfer bewarben sich Fräkmündt im Herbst 2010 für die Vorausscheidung des Eurovision Song Contest als Vertreter für die Schweiz, schafften es aber nicht bis in die Endausscheidung. Kurz darauf erschien die Konzept-EP Uufwärts e d'Föuse, bärgwärts e d'Rueh. Der zuvor bereits als Sessionmitglied beteiligte Guschti wurde festes Mitglied und Ende 2011 erschien das zweite Album Heiwehland, welches sich vor allem mit Heimweh im weitesten Sinne auseinandersetzt. Neben einer gewöhnlichen Version in einem Digipak, erschien das Album auch im limitierten Holzschuber und in einer Version in einer Gamelle. Als Sessionschlagzeuger wirkt auf diesem Album Merlin Sutter (von der Band Eluveitie) mit, als Gastsänger Christian Glanzmann (ebenfalls von Eluveitie) und die Opernsängerin Christiane Boesiger.
Chregu verliess Fräkmündt 2012, Hagu Hans (Schlagzeug) und Schälle Ursula (Trychle) stiessen 2013 hinzu. Im gleichen Jahr fand der Wechsel vom ehemaligen Label Steinklang hin zu Auerbach Tonträger, einem Sublabel von Prophecy Productions statt.
Am 16. März 2024 spielten Fräkmündt ihr erstes und nach eigenen Angaben vielleicht auch letztes Live-Konzert im Rahmen der Sonderausstellung «Sagenhafter Alpenraum» des Natur-Museum Luzern.

## Stil
Die Stilrichtung wird von der Gruppe selbst als Ur-Folk bezeichnet. Dabei werden Innerschweizer Sagen vertont und alte Lieder neu interpretiert. In die Musik fliessen sowohl Elemente traditioneller Volksmusik aus der Schweiz und anderer Regionen als auch verschiedene andere Stile mit ein. Gesungen wird in einem Schweizerdeutsch, wie es in der Gegend von Luzern gesprochen wird. Der Name Fräkmündt ist die alte Bezeichnung des Pilatus, einem sagenumwobenen Gebirge bei Luzern. Der Name kommt auch in den Formen Fräkmünt, Fräkmünd und Fräkmont vor, siehe beispielsweise Fräkmüntegg, ein nordöstlicher Ausläufer des Pilatus.

## Diskografie
- 2010: Losid vo Bärge ond Tal (selbst veröffentlicht)
- 2010: Urbärglieder (Steinklang/Percht, 2014 wiederveröffentlicht durch Auerbach/Prophecy)
- 2010: Uufwärts e d'Föuse, bärgwärts e d'Rueh (Steinklang/Percht, 2014 wiederveröffentlicht durch Auerbach/Prophecy)
- 2011: Heiwehland (Steinklang/Percht, 2014 wiederveröffentlicht durch Auerbach/Prophecy)
- 2014: Landlieder & Frömdländler (Auerbach/Prophecy)

Beiträge auf Kompilationen
- 2010: Oak Folk (Steinklang/Ahnstern, mit dem Lied: Eiche, Tüüfu, Geissebueb)
- 2011: Mit fester Hand – Allerseelenlieder (Steinklang/Ahnstern, mit dem Lied Firnföuskamerad)